# Gerevich-Kopteff Éva
Gerevich-Kopteff Éva (névváltozat: Gerevich Éva, Éva Gerevich-Kopteff) (Budapest, 1945. február 8. –) magyar-történelem szakos tanár, művészettörténész, a Helsinki Egyetem Finnugor Tanszékének nyugalmazott lektora, tudományos kutató (PhD). 
Gerevich László régész, művészettörténész lánya, Gerevich József pszichiáter, neurológus nővére.

## Életútja
Gerevich Éva a fővárosban született 1945. február 8-án, Buda ostromakor. Szülei Gerevich László (1911–1997) Kossuth-díjas régész, művészettörténész, az MTA tagja, Vattai Ilona (Pesterzsébet, 1921. augusztus 15. – Budapest, 1988. augusztus 7.) művészettörténész 1944. június végén kötöttek házasságot.
1963-ban érettségizett a Szilágyi Erzsébet Gimnáziumban. 1964 és 1969 között elvégezte az ELTE magyar–történelem szakát, szakdolgozatában József Attila líraelméletével foglalkozott. 
Egy rövid ideig tanított, majd 1975-ig a Nemzeti Galériában dolgozott muzeológusként. Az általa rendezett ismertebb kiállítások: 
Dér Marianne emlékkiállítása (Budapest, 1973), Magyar művészet a XX. században (Berlin, 1973). 1972-től járt művészettörténet szakra, ahol 1975-ben megszakadtak a tanulmányai, mivel házasságot kötött Vladimir Kopteff finn képzőművésszel és kiköltözött Finnországba. Ott beiratkozott a Helsinki Egyetem művészettörténet szakára, közben pedig elkezdett finnül tanulni. 1978-tól a Helsinki Egyetem finnugor tanszékének óraadó tanára, 1994-től meg állandósított magyar lektora. Ott a magyar nyelv oktatása mellett művelődéstörténettel foglalkozott az első két évtizedben. 2003-ban védte meg Madáchról írt doktori disszertációját.
Amikor 2013-ban megkapta a Magyar Érdemrend tisztikeresztjét, akkor az egyetem honlapján az alábbi méltatás jelent meg róla: „Gerevich-Kopteff Éva 1978-tól 2011-ig oktatta a magyar nyelvet és kultúrát a Helsinki Egyetemen. Kiváló tanáregyéniségként sokat tett a magyar szak fejlesztéséért, népszerűvé tételéért. A két ország közötti kulturális kapcsolatok építői, alakítói az ő kurzusain sajátíthatták el a magyar nyelvet és általa kerülhettek közel a magyar kultúrához. Több mint három évtizedes oktatói munkáját számos publikáció és tudományos eredmények is kísérték. Publikációi közül kiemelkedik Madách Az Ember
tragédiájának finn fordításait és recepcióját elemző doktori értekezése, valamint sokak által forgatott, finnek számára készített magyar nyelvkönyv-sorozata.”

## Családja

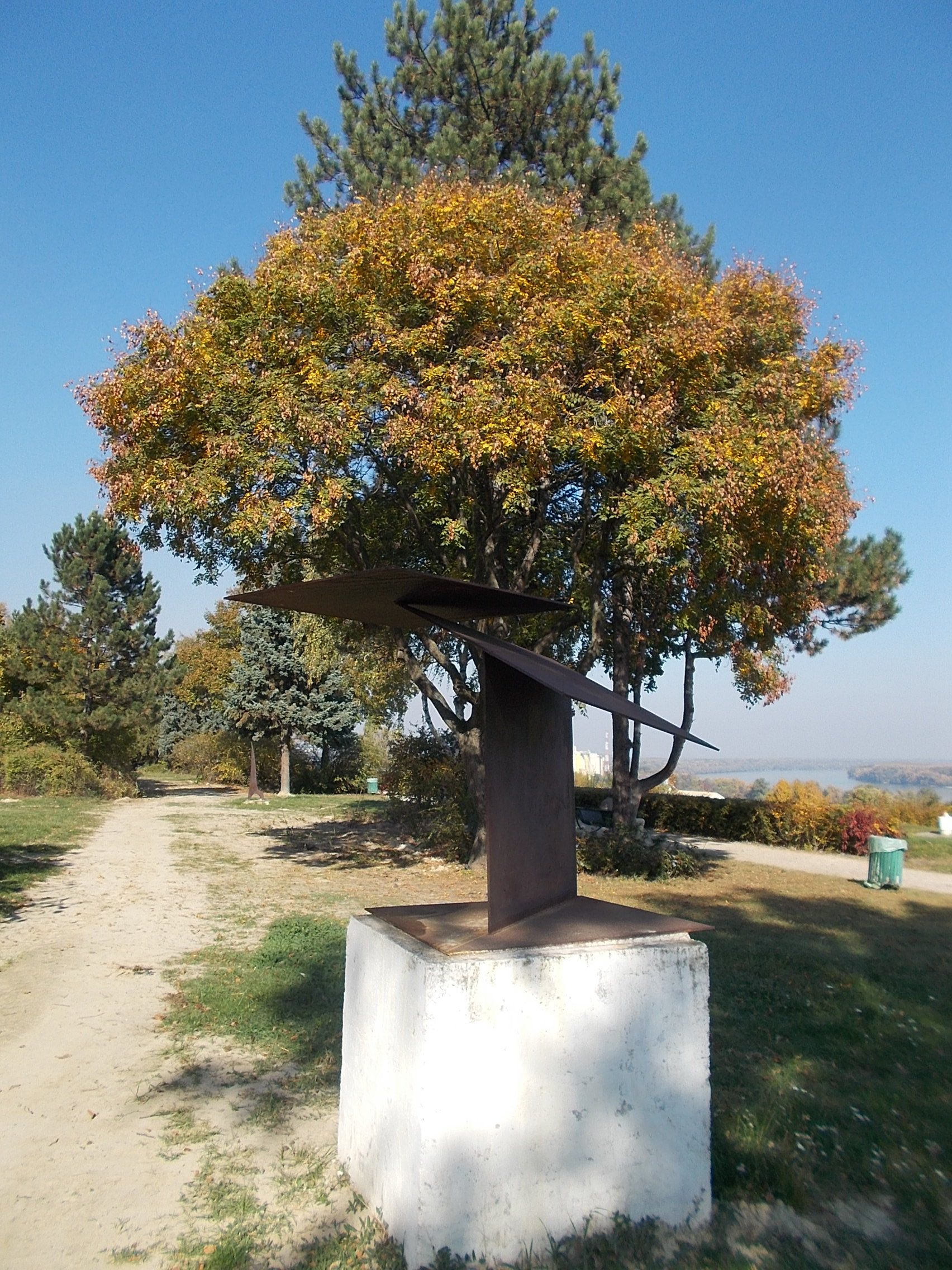
Konstrukció (1987)

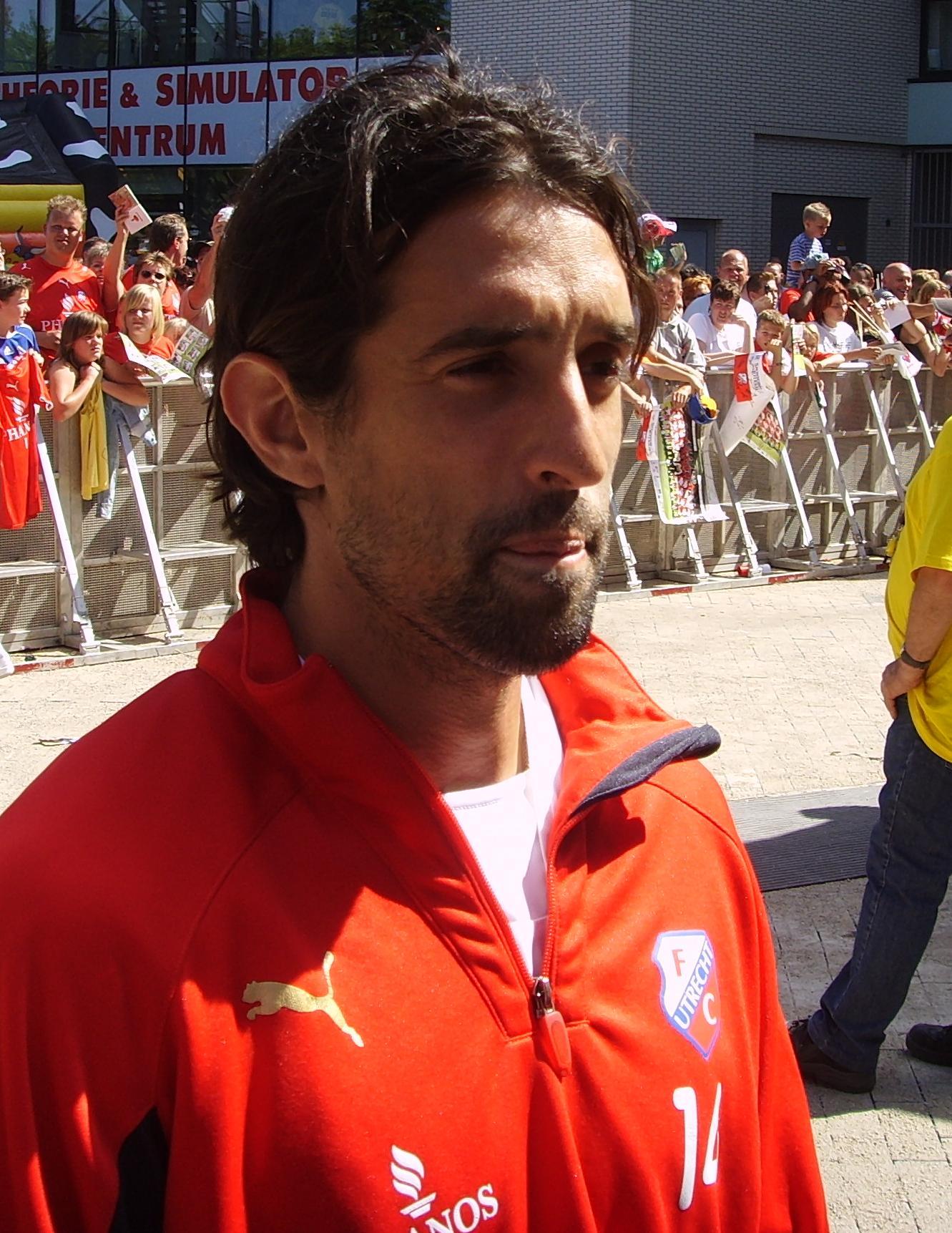
Peter Kopteff (2007)

1974 tavaszán egy finnországi szakmai kiküldetés során Magyarországra kísért vissza egy kiállítási anyagot, mely a kortárs művészetet bemutató Helsinki Műcsarnokban volt kiállítva. Ekkor találkozott Vladimir Kopteff (Viipuri, 1932. július 10. – Helsinki, 2007. október 15.) konstruktív műveket alkotó finn képzőművésszel, akivel 1974 végén házasságot kötött. Öt évvel később, 1979. április 10-én megszületett a házaspár első gyermeke, Peter, aki 1997 és 2009 között profi labdarúgóként számos finnországi (Helsingin JK) és külföldi futballcsapatban (norvég Viking FK, angol Stoke City FC, holland FC Utrecht, norvég Aalesunds FK) játszott, illetve 2002 és 2006 között a finn labdarúgó-válogatott tagja volt. A norvégiai Stavangerben él, ahol labdarúgó karrierjének legnagyobb sikereit érte el a helyi Viking FK csapatnál. A  család második gyermeke, Mikael 1982-ben született, Helsinkiben lakik és a Reaktor Defence & Security technológiai igazgatója.

## Díjai és elismerései
- A Magyar Érdemrend tisztikeresztje (2013)[10][11]

## Művei
- Makrisz Agamemnon három szobra. Képzőművészeti Alap Kiadóvállalat, 1974[12]
- Madách Az ember tragédiája és finn fordításai a nemzeti kultúrák, az irodalmi recepció és a fordításelemzés tükrében (doktori disszertáció), 2003
- Vladimir Kopteff. Blurb, 2010[13]

### Társszerzőként
- Gerevich Éva–Csepregi Márta: Unkaria suomalaisille. Helsinki, 1989
- Gerevich Éva–Csepregi Márta: Lisää unkaria suomalaisille. 1990

### Kiállítási anyagai
- Dér Marianne kiállítása. Szöveg: Gerevich Éva. Budapest, Magyar Nemzeti Galéria kiadása, 1973.  15 old., 42+1 színes kép.

### Cikkei
- Kápolnatárlat. Múzsák - Múzeumi Magazin, Budapest, 1970/4. sz.

- Siena. Művészet, 1972/2. sz. (ADT)

- Magyarságőrzés és beilleszkedés Finnországban In: Régi és új peregrináció. Magyarok külföldön, külföldiek Magyarországon, Budapest-Szeged, 1993, 1274-1279.

- A hübrisz és a superbia megjelenési formái Madách Tragédiájában. Budapest, Nemzetközi Magyar Filológiai Társaság, 1998, 1290-1299. o.

- Az 1860-as évek magyar és finn tragédiái a nemzeti kultúrák és az irodalmi recepció tükrében. In: Dobos István és Szegedy-Maszák Mihály (szerk.), Kánon és kanonizáció. Debrecen: Csokonai Kiadó, 2003, 61–80.

- Szárnyas szavakkal – metaforák változásai. In: Ladányi Mária – Dér Csilla – Hattyár Helga (szerk.) „… Még onnét is eljutni túlra …” Horváth Katalin tiszteletére. Budapest: Tinta Könyvkiadó, 2004, 143–148.

- Könyvismertető: Hannu K. Riikonen (szerk.): A finn fordításirodalom története 2006

- Táj és szöveg. Mészöly magyarul és finnül. In: Maticsák Sándor (szerk.), Nyelv, nemzet, identitás. I. kötet. VI. Nemzetközi Hungarológiai Kongresszus. Nemzetközi Magyarságtudományi Társaság, Debrecen–Budapest, 2007, 273–283.

- A modern magyar költészet és a finn irodalom. Nemes Nagy Ágnes recepciója. In: G. Bogár Edit (szerk.), Kontrasztok. Ünnepi konferencia és kiállítás a pozsonyi Comenius Egyetem Magyar Nyelv és Irodalom Tanszékének 50 éves évfordulóján. A konferencián elhangzott előadások. Vydáva Univerzita Komenskeho v Bratislave. 2008, 160–168.

- Gerevich Tibor és a család (2018)

- Gerevich László az én szememben (2018)

### Fordításai
- Emilio Garroni: Szemiotika és esztétika. Válogatott tanulmányok. Budapest, 1979.[14]